# Balio e Xanto

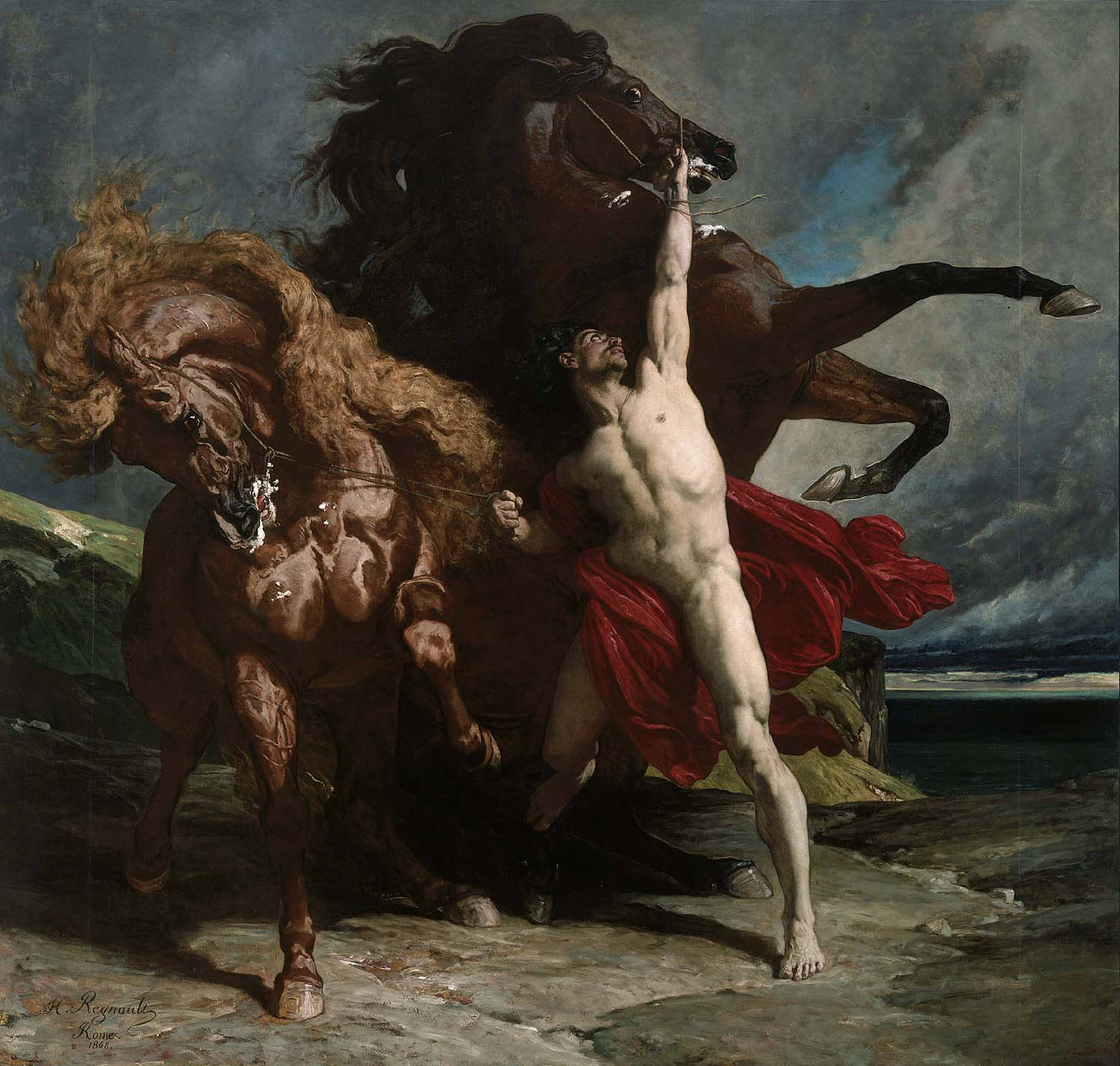
Xanto e Balio, i cavalli di Achille, tenuti da Automedonte, olio su tela di Henri Alexandre Georges Regnault, 1868, Boston, Museum of Fine Arts.

Nella mitologia greca, Balio (Balios, dal significato di "pezzato, pomellato") e Xanto (Xanthos, dal significato di "giallo, fulvo, baio") erano due cavalli immortali nati dal vento dell'ovest Zefiro (oppure, secondo un'altra tradizione, da Zeus) e dall'Arpia Podarge. Entrambi avevano il dono della parola, concesso loro da Era. Erano guidati da Automedonte, il cocchiere di Achille.

## Il mito
Alle nozze di Peleo e Teti, tutte le divinità fecero dono allo sposo di qualcosa di prezioso. Il dio Poseidone, re dei mari, gli donò i cavalli immortali Xanto e Balio.
Troppo vecchio per partecipare alla guerra di Troia, Peleo fece quindi dono al figlio Achille di molti dei suoi tesori, fra cui i due formidabili cavalli. Tali animali fecero compagnia all'eroe fino alla fine dei suoi giorni. Xanto predisse ad Achille la sua morte imminente, facendolo infuriare.
Quando nella famosa guerra Achille uccise Ettore, ne legò il cadavere al proprio cocchio ed istigò i cavalli Xanto e Balio.